# Buru Lan Ediciones
Buru Lan de Ediciones, S. A. va ser una editorial espanyola, situada a Sant Sebastià, que entre 1970 i 1977 es va dedicar a l'edició de textos teòrics sobre diferents matèries i sobretot còmics, als quals va reivindicar com a art major. Era finançada per Javier Aramburu (pare de l'il·lustrador Javier Aramburu) i Manuel Salvat, i dirigida per Luis Gasca.

## Trajectòria
Des de 1971 i en forma de fascicles de periodicitat setmanal, Buru Lan va recuperar tires de premsa estatunidenques clàssiques (L'Home Emmascarat, Flaix Gordon, Príncep Valent) i va presentar sèries de còmics espanyols contemporanis (Drácula). També en fascicles, va editar l'enciclopèdia El cinema, que, en contra del que era més comuna a l'època, no es tractava d'una traducció de textos forans, sinó que incloïa articles originals de prestigiosos crítics autòctons com Angel Fernández-Santos, José Luis Garci, Pere Gimferrer, José Luis Guarner, Román Gubern, Francisco Llinás, Terenci Moix, Ricardo Muñoz Suay, Miquel Porter Moix, César Santos Fontela, Manuel Villegas López, etc. El Diccionari d'actors inclòs en aquesta enciclopèdia es considera a més el primer diccionari sobre aspectes concrets del cinema publicat a l'estat espanyol.
També va ser la primera a presentar sèries de Johnny Hart (B.C.) i va editar altres enciclopèdies, com a Pueblos de la Tierra.
El 1973, va llançar les revistes de còmics per a adults El Globo i Zeppelin que imitaven a les seves contrapartides europees, Charlie i Linus i van presentar autors com Al Capp, Bonvi, Feiffer, Mel Lazarus o Smythe.